# Tomek i przyjaciele: Wyścig o Puchar Sodoru
Tomek i przyjaciele: Wyścig o Puchar Sodoru (ang. Thomas & Friends: Race for the Sodor Cup) – amerykański film animowany, bazujący na serialu Tomek i przyjaciele: Naprzód lokomotywy!
Z polskim dubbingiem dostępny na platformie HBO Max od 18 marca 2022 roku. Film wyemitowano również w telewizji na kanale Boomerang (premiera: 28 maja 2022).

## Fabuła
Superszybka Kamcia jest przekonana, że szybkość wystarczy, by wygrać Puchar Sodoru. Ale kiedy jej parą w wyścigu zostaje Tomek, bohaterka odkrywa, że trzeba czegoś więcej, niż samej szybkości, by zostać mistrzem.

## Bohaterowie
- Tomek
- Gabryś
- Piotruś
- Nia
- Kamcia
- Diesel
- Karolcia
- Sandra
- Nieznośne wagony
- Kenji
- Hirek
- Kuba (nie mówi)
- Harold (nie mówi)
- Henio (kamea)
- Emilka (kamea)
- Ania i Klara (kamea)

### Nowe Postacie
- Rysia i Isia
- Farona i Fryderyk

## Wersja polska

### Dubbing 1
Wersja polska: IYUNO•SDI GROUP

Reżyseria: Sebastian Drożak

Dialogi: Anna Wysocka, Aleksandra Kowalicka

Kierownictwo muzyczne: Piotr Zygo

W wersji polskiej udział wzięli:
- Antoni Kwiecień – Tomek
- Antonina Żbikowska – Kamcia
- Krzysztof Tymiński – Piotruś
- Kira O’Neil – Nia
- Szymon Karbowy – Diesel
- Julia Kostow – Karolcia
- Paweł Rutkowski – Kenji
- Andrzej Chudy – Hirek
- Alicja Warchocka – Sandra
- Krzysztof Grabowski –
  - Gabryś,
  - Byczek
- Jan Kulczycki –
  - Karolek,
  - Pan Szyneczka
- Anna Wodzyńska – Farona
- Damian Kulec – Fryderyk
- Magdalena Herman-Urbańska – Rysia
- Aleksandra Nowicka – Isia

i inni
Wykonanie piosenek:
- „Gdy pędzę tak”: Antonina Żbikowska, Antoni Kwiecień, Krzysztof Tymiński, Kira O’Neil
- „Piosenka motywacyjna”: Andrzej Chudy, Antonina Żbikowska, Antoni Kwiecień
- „Oto my”: Antoni Kwiecień, Antonina Żbikowska

Lektor tytułu: Antoni Kwiecień

### Dubbing 2
Wersja polska: MASTER FILM

Reżyseria: Paweł Leśniak

Wystąpili:
- Janusz Zadura – Tomek
- Krzysztof Wakuliński – Narrator (piosenka)
- Andrzej Chudy –
  - Hirek,
  - Fryderyk
- Grzegorz Drojewski – Piotruś
- Kira O’Neil – Nia
- Janusz Wituch – Diesel
- Sławomir Pacek – Gabryś
- Zbigniew Suszyński – Byczek
- Agnieszka Kunikowska –
  - Karolcia,
  - Kamcia,
  - Rysia
- Zuzanna Galia – Isia
- Jan Kulczycki – Karolek
- Przemysław Stippa – Tobiasz Szyneczka
- Natalia Stachyra – Farona

oraz:
- Małgorzata Szymańska – Sandra
- Artur Janusiak – Kenji

i inni
Dialogi: Maciej Błahuszewski

Dźwięk: Karolina Anna Kowalska

Montaż: Agnieszka Kołodziejczyk

Kierownictwo produkcji: Katarzyna Fijałkowska
Lektor:
- Krzysztof Wakuliński (tytuł)
- Grzegorz Pawlak (tyłówka)

### Dubbing 3
Wersja polska: MASTER FILM dla Canal+

Wystąpili:
- Przemysław Glapiński – Tobiasz Szyneczka
- Janusz Zadura – Tomek
- Krzysztof Strużycki – Hirek
- Krzysztof Grabowski – Gabryś
- Zbigniew Suszyński – Byczek
- Stanisław Brudny – Narrator (piosenki)
- Joanna Cybińska – Nia
- Magdalena Herman-Urbańska – Rysia
- Janusz Wituch – Diesel
- Paweł Szczesny – Kenji
- Krzysztof Tyniec – Fryderyk
- Karolek Jankiewicz – Piotruś
- Agnieszka Mrozińska – Karolcia
- Zuzanna Galia – Isia
- Anna Pierczyńska – Kamcia
- Hanna Kinder-Kiss – Sandra
- Dominika Kluźniak – Farona
- Jan Kulczycki – Karolek

i inni
Lektor: Maciej Gudowski

### Lektor Puls 2, Polsat JimJam, Boomerang HD
Wersja polska: STUDIO PUBLISHING

Tekst: Joanna Drozd

Czytał: Stefan Knothe

### Zwiastun
angielski dubbing i polski lektor